# Стадіонна вулиця (Київ, Жуляни)
Стадіо́нна ву́лиця — вулиця в Солом'янському районі міста Києва, селище Жуляни. Пролягає від вулиці Сергія Колоса до вулиці Павла Потоцького.

## Історія
Вулиця виникла в середині XX століття як одна з нових вулиць села Жуляни, під такою ж назвою (поряд розташовано невеликий стадіон).